# Castel di Sangro Calcio 1997-1998
Questa voce raccoglie le informazioni riguardanti il Castel di Sangro Calcio nelle competizioni ufficiali della stagione 1997-1998.

## Stagione
Nella stagione 1997-1998 il Castel di Sangro gioca per la seconda volta nella sua storia in Serie B, retrocedendo come ultimo classificato con 30 punti raccolti. Lasciano Castel di Sangro i giocatori con cui Jaconi aveva conquistato la promozione in Serie B e la salvezza l'anno dopo: in particolare Pietro Fusco, Davide Cei, Claudio Bonomi, Tonino Martino (quest'ultimo tornerà a novembre). Alberti diventa capitano, e restano il portiere Lotti (che dovrà contendere il posto a Carlo Cudicini), Spinesi, D'Angelo, Rimedio e Cristiano. I volti nuovi sono: Baglieri, il trio-baby Bernardi-Andreotti-Di Donato dal Torino, Mignani (poi sostituito da Richard Vanigli), Cangini, Panzanaro, Teodorani, Emanuele Tresoldi, Ziljc, Nunziato, Calabro, Cesari, Longhi; in più Manolo Pestrin dal vivaio.

Il numero uno castellano Carlo Cudicini, neoacquisto della stagione e tra i pochi elementi giallorossi meritevoli della sufficienza nel corso dell'annata.

La stagione inizia con la Coppa Italia. Dopo aver passato il primo turno contro il ChievoVerona, la squadra perde in casa contro la Fiorentina per 2-0 nell'andata dei sedicesimi. Nel ritorno l'allenatore sangrino manda in campo le seconde linee, e il Castel di Sangro va in vantaggio con Baglieri, venendo poi rimontata per 2-1.
In campionato i risultati non sono gli stessi della precedente stagione. Ad esempio, la squadra perde in casa per 5-3 contro la Salernitana di Delio Rossi. Nel primo tempo la squadra è travolta per 1-4 dall'accoppiata Artistico-Di Vaio, ma il coraggio non viene meno: in dieci per l'espulsione di Cesari, il Castel di Sangro reagisce e, grazie ad alcuni cambi, dall'1-4 si arriva al 3-4, con Teodorani che fallisce il pallone del possibile pareggio. A Monza il Castel di Sangro va due volte in vantaggio e due volte viene raggiunto. Dopo la vittoria a Ravenna con tripletta di Spinesi, la domenica seguente la squadra perde in casa una partita decisiva contro la Lucchese 0-2. La sconfitta per 0-4 con il ChievoVerona sul campo neutro di Giulianova per la squalifica del Patini induce Jaconi e la società alla risoluzione consensuale del contratto. A dieci partite dalla fine del campionato la squadra è ultima in classifica e distaccata di dieci punti dalla zona salvezza. La squadra però ha un'impennata d'orgoglio, anche perché il presidente Gravina autorizza il nuovo allenatore Franco Selvaggi a sperimentare un inedito assetto di gioco (3-6-1) con Marco Andreotti regista. Quando arriva al "Patini" il Perugia di Ilario Castagner, la partita termina 1-1 con pareggio degli umbri nel finale.
Con il modulo 3-5-2 (Selvaggi affianca Nunziato a Spinesi) il Castel di Sangro va a vincere a Pescara (2-1) con reti di Nunziato, Spinesi e grazie a un calcio di rigore parato da Cudicini. Sette giorni dopo arriva la vittoria per 2-1 al Patini contro il Torino di Edy Reja, anch'esso in corsa per la promozione (gol di Ziljc e Martino). Questa inopinata sconfitta pesa sul bilancio della stagione granata perché costringe il Torino allo spareggio - perso (2-1) con il Perugia per un posto in Serie A.
La domenica seguente, contro la capolista Venezia che cerca i tre punti per brindare alla matematica promozione in Serie A, arriva una sconfitta (3-0), frutto anche di tre pesanti assenze: Martino, Spinesi e Andreotti. L'addio alla Serie B avviene in casa del Treviso con la sconfitta (3-2), finisce qui la favola del Castel di Sangro.

## Rosa
| N. |                   | Ruolo | Calciatore                 |
| -- | ----------------- | ----- | -------------------------- |
| 1  | Italia (bandiera) | P     | Massimo Lotti              |
| 2  | Italia (bandiera) | C     | Marco Andreotti            |
| 3  | Italia (bandiera) | D     | Fabio Rimedio              |
| 4  | Italia (bandiera) | D     | Antonio Calabro            |
| 5  | Italia (bandiera) | C     | Domenico Cristiano         |
| 6  | Italia (bandiera) | C     | Davide Cangini             |
| 7  | Italia (bandiera) | C     | Alessandro Teodorani       |
| 8  | Italia (bandiera) | C     | Roberto Alberti Mazzaferro |
| 9  | Italia (bandiera) | A     | Gionatha Spinesi           |
| 10 | Italia (bandiera) | C     | Damiano Longhi             |
| 12 | Italia (bandiera) | P     | Carlo Cudicini             |
| 13 | Italia (bandiera) | C     | Massimo Nunziato           |
| 14 | Italia (bandiera) | D     | Emanuele Tresoldi          |
| 15 | Italia (bandiera) | C     | Daniele Di Donato          |

| N. |                    | Ruolo | Calciatore               |
| -- | ------------------ | ----- | ------------------------ |
| 16 | Italia (bandiera)  | A     | Cristian Baglieri        |
| 17 | Italia (bandiera)  | A     | Alberto Bernardi         |
| 18 | Italia (bandiera)  | A     | Andrea Pistella          |
| 19 | Italia (bandiera)  | D     | Michele Mignani          |
| 20 | Italia (bandiera)  | D     | Luca D'Angelo            |
| 22 | Italia (bandiera)  | C     | Manolo Pestrin           |
| 23 | Italia (bandiera)  | D     | Damiano Cesari           |
| 24 | Italia (bandiera)  | C     | Piero Raffaele Panzanaro |
| 25 | Italia (bandiera)  | A     | Daniele Federici         |
| 28 | Italia (bandiera)  | P     | Marco Grassi             |
| 29 | Italia (bandiera)  | A     | Giovanni Cornacchini     |
| 30 | Italia (bandiera)  | D     | Richard Vanigli          |
| 31 | Croazia (bandiera) | D     | Tonči Žilić              |
| 32 | Italia (bandiera)  | C     | Tonino Martino           |

## Risultati

### Serie B

#### Girone di andata
| Arbitro: | Gambino (Barletta) |

|  |           |             |
|  | Marcatori | 7’ Tresoldi |

| Arbitro: | Bolognino (Milano) |

|                     |           |                |
| Camplone 42’ (aut.) | Marcatori | 80’ Martinetti |

| Arbitro: | Bettin (Padova) |

|                 |           |              |
| Darío Silva 40’ | Marcatori | 83’ Baglieri |

| Arbitro: | Rosetti (Torino) |

|                                       |           |                                      |
| Baglieri 3’ Teodorani 38’ Alberti 70’ | Marcatori | 30’, 45+4’ Olive 45’ (rig.) Biagioni |

| Arbitro: | Strazzera (Trapani) |

|                        |           |          |
| Longhi 20’, 47’ (rig.) | Marcatori | 23’ Mero |

| Arbitro: | Sirotti (Forlì) |

|                 |           |  |
| Paci 62’ (rig.) | Marcatori |  |

| Arbitro: | Braschi (Prato) |

|                                 |           |                                                         |
| D'Angelo 38’, 81’ Cristiano 63’ | Marcatori | 6’ Gio. Tedesco 21’, 45+1’ Artistico 42’, 90+1’ Di Vaio |

| Arbitro: | Nucini (Bergamo) |

|              |           |             |
| Chiecchi 27’ | Marcatori | 47’ Cangini |

| Arbitro: | Cardella (Torre del Greco) |

|                                 |           |                                 |
| Masolini 31’ (rig.), 64’ (rig.) | Marcatori | 14’ (rig.) Longhi 35’ Cristiano |

| Arbitro: | Bonfrisco (Monza) |

|                   |           |               |
| Longhi 57’ (rig.) | Marcatori | 43’ Lorenzini |

| Arbitro: | Paparesta (Bari) |

|                       |           |  |
| Bernardini 47’ (rig.) | Marcatori |  |

| Arbitro: | Gambino (Barletta) |

|                                   |           |                          |
| Longhi 45+5’ (rig.) Rimedio 90+3’ | Marcatori | 7’ Parente 15’ Vecchiola |

| Arbitro: | Branzoni (Pavia) |

|              |           |             |
| Bernardi 65’ | Marcatori | 18’ Zanutta |

| Arbitro: | Pin (Conegliano) |

|                                                      |           |              |
| Tricarico 10’ Carparelli 20’ Fattori 67’ Sommese 75’ | Marcatori | 79’ Bernardi |

| Arbitro: | Pairetto (Nichelino) |

|              |           |                                       |
| D'Angelo 83’ | Marcatori | 11’ Schwoch 47’ Pedone 67’ M. Cossato |

| Arbitro: | Rosetti (Torino) |

|                   |           |  |
| Chianese 27’, 88’ | Marcatori |  |

| Arbitro: | Dagnello (Trieste) |

|                                            |           |                                    |
| Longhi 9’ (rig.) Panzanaro 77’ Spinesi 87’ | Marcatori | 1’ Bortolazzi 18’ Nappi 62’ Kallon |

| Verona 18 gennaio 1998 18ª giornata | Verona            | 0 – 0 referto | Castel di Sangro | Stadio Marcantonio Bentegodi (15 864 spett.)\| Arbitro: \| Bonfrisco (Monza) \| |
| Arbitro:                            | Bonfrisco (Monza) |               |                  |                                                                                 |

| Castel di Sangro 25 gennaio 1998 19ª giornata | Castel di Sangro           | 0 – 0 referto | Treviso | Stadio Teofilo Patini (3 928 spett.)\| Arbitro: \| Cardella (Torre del Greco) \| |
| Arbitro:                                      | Cardella (Torre del Greco) |               |         |                                                                                  |

#### Girone di ritorno
| Arbitro: | Sirotti (Forlì) |

|                   |           |                     |
| Mazzeo 85’ (aut.) | Marcatori | 23’ (aut.) Tresoldi |

| Arbitro: | Serena (Bassano del Grappa) |

|           |           |                   |
| Erceg 75’ | Marcatori | 57’ (rig.) Longhi |

| Arbitro: | Pin (Conegliano) |

|  |           |                                          |
|  | Marcatori | 9’ Darío Silva 56’ De Patre 88’ Lønstrup |

| Arbitro: | Lana (Torino) |

|              |           |  |
| Biagioni 20’ | Marcatori |  |

| Arbitro: | Farina (Novi Ligure) |

|               |           |                       |
| Vecchiola 33’ | Marcatori | 10’, 26’, 28’ Spinesi |

| Arbitro: | Strazzera (Trapani) |

|  |           |                                |
|  | Marcatori | 12’ (rig.) Paci 90+1’ Colacone |

| Arbitro: | Preschern (Mestre) |

|               |           |  |
| Ricchetti 21’ | Marcatori |  |

| Arbitro: | Paparesta (Bari) |

|  |           |                                       |
|  | Marcatori | 4’, 90+2’ Cerbone 10’, 34’ F. Cossato |

| Arbitro: | Nucini (Bergamo) |

|                   |           |               |
| Longhi 30’ (rig.) | Marcatori | 28’ Francioso |

| Arbitro: | Gambino (Barletta) |

|                             |           |                   |
| Lorenzini 39’ F. Marino 48’ | Marcatori | 58’ (rig.) Longhi |

| Arbitro: | Serena (Bassano del Grappa) |

|            |           |                       |
| Cesari 67’ | Marcatori | 71’ (rig.) Bernardini |

| Arbitro: | Strazzera (Trapani) |

|                |           |  |
| Simutenkov 20’ | Marcatori |  |

| Arbitro: | Rosetti (Torino) |

|                 |           |                          |
| Palladini 45+2’ | Marcatori | 16’ Nunziato 41’ Spinesi |

| Arbitro: | Preschern (Mestre) |

|                       |           |                  |
| Žilić 50’ Martino 61’ | Marcatori | 90+3’ Carparelli |

| Arbitro: | Cardella (Torre del Greco) |

|                                          |           |  |
| Schwoch 23’, 45+2’ (rig.) M. Cossato 69’ | Marcatori |  |

| Arbitro: | Bolognino (Milano) |

|  |           |              |
|  | Marcatori | 16’ Chianese |

| Arbitro: | Paparesta (Bari) |

|                            |           |               |
| F. Giampaolo 28’ López 90’ | Marcatori | 19’ Cristiano |

| Arbitro: | Lana (Torino) |

|  |           |                         |
|  | Marcatori | 36’ Manetti 88’ Binotto |

| Arbitro: | Dagnello (Trieste) |

|                                      |           |                                    |
| Fiorio 7’, 67’ (rig.) Bortoluzzi 80’ | Marcatori | 39’ Nunziato 90+2’ (aut.) E. Rossi |

### Coppa Italia
| Verona 17 agosto 1997 Primo turno - andata | Chievo           | 0 – 0 referto | Castel di Sangro | Stadio Marcantonio Bentegodi\| Arbitro: \| Pin (Conegliano) \| |
| Arbitro:                                   | Pin (Conegliano) |               |                  |                                                                |

| Arbitro: | Strazzera (Trapani) |

|                           |           |            |
| Baglieri 70’ Tresoldi 85’ | Marcatori | 8’ Passoni |

| Arbitro: | Lana (Torino) |

|  |           |                                  |
|  | Marcatori | 15’ Batistuta 55’ (rig.) Dionigi |

| Arbitro: | Pin (Conegliano) |

|                          |           |              |
| Flachi 18’ Batistuta 90’ | Marcatori | 12’ Pistella |

## Statistiche

### Statistiche di squadra
| Competizione | Punti | In casa | In casa | In casa | In casa | In casa | In casa | In trasferta | In trasferta | In trasferta | In trasferta | In trasferta | In trasferta | Totale | Totale | Totale | Totale | Totale | Totale | DR  |
| Competizione | Punti | G       | V       | N       | P       | Gf      | Gs      | G            | V            | N            | P            | Gf           | Gs           | G      | V      | N      | P      | Gf     | Gs     | DR  |
| ------------ | ----- | ------- | ------- | ------- | ------- | ------- | ------- | ------------ | ------------ | ------------ | ------------ | ------------ | ------------ | ------ | ------ | ------ | ------ | ------ | ------ | --- |
| Serie B      | 30    | 19      | 2       | 10      | 7       | 22      | 36      | 19           | 3            | 5            | 11           | 18           | 28           | 38     | 5      | 15     | 18     | 38     | 64     | -26 |
| Coppa Italia | -     | 2       | 1       | 0       | 1       | 2       | 3       | 2            | 0            | 1            | 1            | 1            | 2            | 4      | 1      | 1      | 2      | 3      | 5      | -2  |
| Totale       | -     | 21      | 3       | 10      | 8       | 24      | 39      | 21           | 3            | 6            | 14           | 19           | 30           | 42     | 6      | 16     | 20     | 41     | 69     | -28 |

### Andamento in campionato
| Giornata  | 1 | 2 | 3 | 4  | 5 | 6  | 7  | 8  | 9 | 10 | 11 | 12 | 13 | 14 | 15 | 16 | 17 | 18 | 19 | 20 | 21 | 22 | 23 | 24 | 25 | 26 | 27 | 28 | 29 | 30 | 31 | 32 | 33 | 34 | 35 | 36 | 37 | 38 |
| --------- | - | - | - | -- | - | -- | -- | -- | - | -- | -- | -- | -- | -- | -- | -- | -- | -- | -- | -- | -- | -- | -- | -- | -- | -- | -- | -- | -- | -- | -- | -- | -- | -- | -- | -- | -- | -- |
| Luogo     | T | C | T | C  | C | T  | C  | T  | T | C  | T  | C  | C  | T  | C  | T  | C  | T  | C  | C  | T  | C  | T  | T  | C  | T  | C  | C  | T  | C  | T  | T  | C  | T  | C  | T  | C  | T  |
| Risultato | V | N | N | N  | V | P  | P  | N  | N | N  | P  | N  | N  | P  | P  | P  | N  | N  | N  | N  | N  | P  | P  | V  | P  | P  | P  | N  | P  | N  | P  | V  | V  | P  | P  | P  | P  | P  |
| Posizione | 7 | 7 | 7 | 10 | 6 | 10 | 10 | 10 | 9 | 10 | 14 | 16 | 15 | 16 | 18 | 19 | 19 | 19 | 19 | 19 | 19 | 19 | 20 | 19 | 19 | 20 | 20 | 20 | 20 | 20 | 20 | 20 | 20 | 20 | 20 | 20 | 20 | 20 |

Fonte:  Serie B 1997-98 – Classifica, su calcio-seriea.net.
Legenda:

Luogo: C = Casa; T = Trasferta. Risultato: V = Vittoria; N = Pareggio; P = Sconfitta.